# Сантакроче, Андреа
Андреа Сантакроче (итал. Andrea Santacroce; 22 ноября 1655, Рим, Папская область — 10 мая 1712, там же) — итальянский куриальный кардинал, папский дипломат и доктор обоих прав. Титулярный архиепископ Селевкии Исаврийской с 12 декабря 1689 по 14 ноября 1699. Апостольский нунций в Польше с 7 января 1690 по 17 февраля 1696. Апостольский нунций в Австрии с 17 февраля 1696 по 13 января 1696. Камерленго Священной Коллегии кардиналов с 21 февраля 1707 по 27 февраля 1708. Епископ-архиепископ Витербо и Тускании с 24 января 1701 по 9 апреля 1712. Кардинал-священник с 14 ноября 1699, с титулом церкви Санта-Мария-дель-Пополо с 30 марта 1700 по 10 мая 1712.